# 857 Glasenappia
857 Glasenappia је астероид главног астероидног појаса са пречником од приближно 15,03 .
Афел астероида је на удаљености од 2,383 астрономских јединица (АЈ) од Сунца, а перихел на 1,997 АЈ. 
Ексцентрицитет орбите износи 0,088, инклинација (нагиб) орбите у односу на раван еклиптике 5,299 степени, а орбитални период износи 1184,276 дана (3,242 године). 
Апсолутна магнитуда астероида је 11,32 а геометријски албедо 0,231.
Астероид је откривен 6. априла 1916. године.